# كريستيان ماكغراث
كريستيان ماكغراث (بالإنجليزية: Christian McGrath)‏ هو فنان أمريكي، ولد في 1972 في ذا برونكس في الولايات المتحدة.